# Три мушкетёра (фильм, 1939)
«Три мушкетёра» (англ. The Three Musketeers) — музыкальная комедия, снятая Аланом Двоном в 1939 году по мотивам одноимённого романа Александра Дюма-отца.

## Сюжет
Молодой гасконец д’Артаньян (Дон Амичи) направляется в Париж, чтобы стать королевским мушкетёром. Едва приехав, он успевает назначить дуэль сразу трём мушкетёрам в одном ничем не примечательном трактире. Всё бы ничего, но мушкетёры оказались большими пьяницами и до прихода д’Артаньяна напились так, что слуги в трактире (братья Ритц) решили выдать себя за них, надев их форму и шпаги. Далее им предстоит вместе с д’Артаньяном поучаствовать во множестве увлекательных приключений, чтобы защитить королеву Франции (Глория Стюарт) и спасти возлюбленную д’Артаньяна Констанцию Бонасье (Полин Мур).

## В ролях
- Дон Амичи — д’Артаньян
- Братья Ритц — слуги в трактире
- Бинни Барнс — миледи де Винтер
- Глория Стюарт — королева Анна Австрийская
- Полин Мур — Констанция Бонасье
- Джозеф Шильдкраут — король Людовик XIII
- Джон Кэррадайн — Наво
- Лайонел Этуилл — граф де Рошфор
- Майлз Мэндер — кардинал Ришельё
- Дуглас Дамбрилл — Атос
- Джон «Дасти» Кинг — Арамис
- Расселл Хикс — Портос
- Грегори Гайе — Витрей
- Лестер Мэттьюз — герцог Букингемский
- Морони Олсен — пристав (в титрах не указан)

## Музыкальные номера
Композитор: Самуил Покрасс, стихи: Уолтера Буллока.
- Песенка д'Артаньяна (Вара-вара-вара), поёт Дон Амичи.
- Песенка поваров (Chicken Soup), поют братья Ритц.
- Песня мушкетёров (Мы идём, мушкетёры короля), поют братья Ритц.
- Романс д'Артаньяна (My Lady), поёт Дон Амичи.

## Премьеры
- — 17 февраля 1939 года состоялась национальная премьера фильма в США[1].
- — в Европе фильм впервые был показан 22 марта 1939 года в Париже (Франция)[1].
- — 3 апреля 1939 года фильм вышел в прокат в Швеции[1].
- — 1 ноября 1939 года фильм вышел в прокат в Португалии[1].
- — в советском кинопрокате демонстрировался с 18 ноября 1942 года[1].
- — 4 февраля 1951 года повторно вышел в прокат[1].

## Отзывы
Обозреватель New York Times Фрэнк Ньюджент писал после выхода фильма: «Это не жужжание в ваших ушах, это Дюма ворочается в гробу, пока братья Ритц играют его „Трёх мушкетёров“… Кажется ироничным, что первая попытка господина Занука иметь дело с классиком — во всех отношениях, кроме роли братьев Ритца — должна быть затруднена его почтением к классику. Похоже, проблема в том, что его бурлеск слишком серьезен и что его серьёзные усилия слишком часто бывают бурлескными».